# Пюшран, Жак
Жак Пюшран (фр. Jacques Pucheran; 2 июня 1817, Клерак — 13 января 1895, Пор-Сент-Мари) — французский зоолог и орнитолог.

## Биография
Изучал медицину в Париже.  В возрасте 24 лет поступил на службу в Национальный музей естественной истории, где был ассистентом Изидора Жоффруа Сент-Илера (1805–1861). С 1841 по 1867 год появились рукописи, статьи, справочники и монографии Пюшрана по орнитологии, анатомии, антропологии и физиологии. Пюшран был членом многих научных обществ, за свои заслуги он был награждён орденом Почётного легиона
Жак Пюшран впервые описал многие роды, виды и подвиды животных.

## Эпонимы
Многие виды птиц были названы в честь Пюшрана, напр. Campylorhamphus pucherani, Guttera pucherani, Melanerpes pucherani, Neomorphus pucheranii, Sciurus pucheranii.